# Faragó József (újságíró)
Faragó József (Balassagyarmat, 1964. április 13.) magyar újságíró, író, közgazdász, producer.

## Életrajza
Székesfehérváron nevelkedett. Középfokú tanulmányait a Teleki Blanka Gimnázium matematika tagozatán végezte. Érettségi után a Marx Károly Közgazdaságtudományi Egyetemen tanult. Egyetemi évei alatt történelmet tanított a középiskolás fiatalokat érettségire felkészítő Studium generale (SG) diákszervezetben. Az 1985-86-os tanévben a történelem szekció vezetője. A Studium Generale Alapítvány egyik alapítója. 1988-ban az  Orientalisztikai Diákkör elnöke. 1990-ben szerzett pénzügy szakos közgazdász diplomát. Az 1989-90-es tanévben óraadóként filozófiát tanított a közgazdaságtudományi egyetemen. 1989-től 2002-ig a Népszabadság munkatársa. 2002-2005-ben a Közgazdász egyetemi lap főszerkesztője. 2002 és 2009 között dokumentumfilmek producere. 2005-től 2020-ig szabadúszó gazdasági újságíró, tőzsdei szakíró. 2021-től a Világgazdaság munkatársa. Gasztronómiai könyvek és útikalauzok szerzője, Szilvási Lajos életrajzírója.

## Családja
Felesége dr. Kármán Irén dokumentumfilm-rendező. Három gyermeket nevelnek.

## Elismerések
- 1989 Kiváló diáktanár
- 1995 Az Év Újságírója (Népszabadság-díj)
- 2006 Magyar Szociológiai Társaság oklevele
- 2017 Zlatna penkala (arany toll) díj

## Könyvek
- Tőzsdejátszmák (Alinea Kiadó, 2012)
- Szilvási Lajos (Alinea Kiadó, 2014)
- Kézművessör-kalauz (Alinea Kiadó, 2015)
- Pálinkatúra (Alinea Kiadó, 2016)
- Frontsebészet – Egy év, egy kormány, egy forint (Telegráf Kiadó, 2019)

## E-könyvek
- Spekulánsok (A hónap könyve, 2012) Archiválva 2014. május 29-i dátummal a Wayback Machine-ben
- Tőzsdejátszmák (Alinea Kiadó, 2013)
- Szilvási Lajos (Alinea Kiadó, 2014)
- Off szezon (A hónap könyve, 2015)

## Esszék
- 1990 Az élet és a "lényeg" (Széchenyi Füzetek III.)
- 2006 Goli Otok, lieu de mémoire (Courrier International)
- 2007 Rejtőzködő nemzedék (Népszabadság)
- 2008 Mindennapok az adriai "Gulágon" (Kritika)
- 2008 Volt egyszer egy polgári iskola (Tiszavilág III.)
- 2010 Városias elemek a régi Tiszaföldvár falusi társadalmában (Tiszavilág IV.)

## Filmek
- 2002 Magyar trapperek
- 2003 A madarak délre szállnak
- 2004 Szép, sima kő
- 2005 Diogenidész
- 2005 Kisember
- 2006 Tito partizánjai
- 2007 Olajozott viszonyok